# عائلة فدج في باريس
عائلة فدج في باريس هي رواية هجاء شعرية ساخرة كتبها توماس مور عام 1818. كان القصد منه أن يكون نقدًا كوميديًا لتسوية أوروبا ما بعد الحرب في أعقاب مؤتمر فيينا وللعدد الكبير من العائلات البريطانية والأيرلندية التي توافدت على فرنسا للسياحة. كتب الكتاب بعد رحلة قصيرة إلى باريس.

## العمل
كتب الكتاب بعد زيارة توماس مور إلى باريس بصحبة صموئيل روجرز في عام 1817، وصدرت في 10 أبريل 1818 من شركة النشر لونجمان، وبسبب شعبيتها نشرت خمس طبعات في أول أسبوعين، مع أربع طبعات أخرى في ذلك العام بالإضافة إلى طبعات أمريكية من نيويورك وفيلادلفيا. نُسبت رئاسة تحرير العمل في صفحة العنوان إلى توماس براون الأصغر (في إشارة إلى الكاتب الساخر الذي عاش قبل قرن من الزمان)، والذي نشر مور تحت اسمه رسائل سياسية ساخرة سابقة تحت عنوان الرسائل المعترضة (1813). ومع ذلك، سرعان ما تعرفوا على المؤلف الحقيقي.
ظاهريًا، العمل عبارة عن مجموعة من الرسائل التي تصور زيارة عائلة الفادج إلى باريس في أعقاب استعادة آل بوربون العرش. يتكون الكتاب من أربع شخصيات يسجلون انطباعاتهم المختلفة تمامًا. يقوم الأب، فيل فادج، بالبحث في كتاب ينوي أن يكون دعاية نيابة عن راعيه، اللورد كاسلريه، الذي يردد خطاباته البرلمانية كالببغاوات. ابنه بوب متأنق وشره، بينما تبحث ابنته بيدي عن الرومانسية وتقع في حب أحد عامة الناس الذي تعتقد أنه ملك متخفي. ومن ناحية أخرى، فإن معلمهم، فيليم كونور، هو ثوري أيرلندي وبونابرتي يعارض كل ما يمثله صاحب العمل.
بالإضافة إلى الهجاء الاجتماعي الهزلي، تعد الرواية أيضًا هجومًا على السياسة الاستبدادية للتحالف المقدس والسياسة الإنجليزية في أيرلندا، والتي تحدد مع حزب المحافظين البريطاني وخاصة وزير الخارجية، اللورد كاسلريه. كانت الموضوعات السياسية هي التي فضلها ويليام هازليت في مراجعته للرواية، وسرعان ما جمعها في مقالاته السياسية (1819)، مما يجعلها فرصة لضرب شاعرات البحيرة المرتدين مثل ساوثي ووردزورث وكولريدج. وأشار ناقد آخر إلى أن العمل كان في وقته مزيجًا سعيدًا من السخرية السياسية والسخرية الاجتماعية"، ولكن على مر العقود "كان المصير الطبيعي للهجاء سريع الزوال أن يموت مع الأحداث التي أدت إلى ظهوره".
رأى المؤرخون الأدبيون في قصيدة مور تقليدًا ناجحًا ومؤثرًا لقصيدة كريستوفر أنستي "دليل الحمام الجديد" وفي خط "روايات السفر اللاشعورية" التي ألهمت أنستي. ومع ذلك، كان هناك عدم يقين بشأن تحديد نوعها الأدبي. وُصِف العمل بأنه "قصة رحلة ساخرة"، أو "شعر ساخر على شكل رسائل"، وحتى باعتباره مقدمة "للرواية الشعرية" الفيكتورية.

## فهرس
- Kelly, Ronan. Bard of Erin: The Life of Thomas Moore, Penguin Books, 2009
- Moore, Jane. "Introduction to The Fudge Family in Paris" in British Satire 1785-1840, vol.5 (Routledge 2016)
- Moore, Thomas. The Fudge Family in Paris, London 1818
- A. V. Seaton, "Getting Socially on the Road: The short, happy life of the anapaestic tourism narrative, 1766-1830", in Travel Writing, Visual Culture, and Form, 1760-1900 (Palgrave Macmillan 2016)